# Valeyres-sous-Ursins
Valeyres-sous-Ursins je obec v západní (frankofonní) části Švýcarska, v kantonu Vaud, v okrese Jura-Nord vaudois. V roce 2016 žilo v obci 247 obyvatel.

## Historie
Obec je poprvé zmiňována v letech 1184 jako de Valeres. Do konce roku 1996 byla obec součástí okresu Yverdon, od roku 1997 se stala částí nového okresu Jura-Nord vaudois.

## Poloha
Obec je situována jižně od Yverdon-les-Bains při silnici D5. Sousedními obcemi jsou Essertines-sur-Yverdon, Pomy, Ursins a Yverdon-les-Bains.

## Demografie
V roce 2000 hovořilo 95,6% obyvatel obce francouzsky. Ke švýcarské reformované církvi se ve stejném roce hlásilo 62,8% obyvatel, k církvi římskokatolické 14,4% obyvatel.